# 类体论的时间轴
在数学中，类體论是对局部體和大域體上阿贝尔扩张的研究。

## 时间线
- 1801年 高斯證明二次互反律。
- 1829年 尼爾斯·阿貝爾使用雙紐線函數的特殊值構造 {\displaystyle \mathbb {Q} (i)}上的阿貝爾擴張。
- 1837年 狄利克雷證明等差數列上的質數密度定理。
- 1853年 利奧波德·克羅內克發表克羅內克-韋伯定理。
- 1880年 克羅內克發表關於虛二次體上阿貝爾擴張的青春之夢。
- 1886年 海因里希·馬丁·韋伯證明克羅內克-韋伯定理（些許不完整）。
- 1896年 大卫·希尔伯特給出第一個克羅內克-韋伯定理的完整證明。
- 1897年 韋伯引進射類群（ray class groups）及廣義類群。
- 1897年 希尔伯特出版數論報告（Zahlbericht）。
- 1897年 希尔伯特使用希尔伯特符号的乘積公式改寫二次互反律。
- 1897年 库尔特·亨泽尔引入p進數。
- 1898年 希尔伯特猜測（狹義）希爾伯特類體的存在性與性質，並證明類數等於2的特殊情況。
- 1907年 菲利浦·富特文勒證明希爾伯特類體的存在性與基本性質。
- 1908年 韋伯定義廣義類群的類體。
- 1920年 高木貞治證明數體上的阿貝爾擴張恰為理想類群的類體。
- 1922年 高木發表關於互反律的論文。
- 1923年 赫爾穆特·哈斯給出哈瑟原則（針對特別的二次型）。
- 1923年 埃米爾·阿廷提出阿廷互反律的猜想。
- 1924年 阿廷引入阿廷L函數。
- 1926年 Nikolai Chebotaryov證明柴伯塔瑞夫密度定理。
- 1927年 阿廷證明了阿廷互反律，給出伽羅瓦群與理想類群之間的自然同構。
- 1930年 Furtwängler 和阿廷證明主理想定理。
- 1930年 哈斯提出局部類體論。
- 1931年 哈斯證明哈斯範數定理。
- 1931年 哈斯將局部體上的單代數分類。
- 1931年 雅克·埃尔布朗提出埃尔布朗商。
- 1931年 阿爾伯特-布饒爾-哈斯-諾特定理證明了大域體上單代數的哈斯原理。
- 1933年 哈斯將數體上的單代數分類。
- 1934年 Max Deuring 與埃米·諾特使用代數發展類體論。
- 1936年 克勞德·謝瓦萊提出 ideles群。
- 1940年 謝瓦萊利用 ideles 給出阿貝爾擴張的第二不等式的代數證明。
- 1948年 王湘浩修正了 Grunwald 的錯誤並完整證明 Grunwald–王定理。
- 1950年 約翰·泰特在他的博士論文中，透過adele環上的分析來研究 Zeta 函數 。
- 1951年 安德烈·韦伊引入韋伊群。
- 1952年 阿廷與泰特在他們關於類體論的筆記中引入類構造。
- 1952年 葛哈·霍奇查爾德和中山正將群餘調引入類體論。
- 1952年 約翰·泰特引入泰特餘調群。
- 1964年 Evgeny Golod 和伊戈爾·沙法列維奇證明類體塔的擴張可以是無窮維。
- 1965年 喬納森·魯賓和泰特使用魯賓-泰特形式群構造局部體上的分歧阿貝爾擴張。